# Karel Pravoslav Sádlo
Karel Pravoslav Sádlo (5. září 1898, Praha – 24. srpna 1971, tamtéž) byl významný český violoncellista, hudební pedagog, editor a organizátor hudebního života.

## Život
Studoval hru na violoncello u Jana Buriana a Julia Junka a komorní hru u Ladislava Zelenky. Vychoval několik generací violoncellistů, vynikajících sólistů, komorních i orchestrálních hráčů (Miloše Sádla, Františka Smetanu, Josefa Chuchra, Antonína Kohouta, Františka Slámu a další).
V roce 1928 založil známou Sádlovu edici (Edition Sádlo), v níž vydával např. skladby svého přítele Jaroslava Řídkého, ale i vlastní etudy a didaktické práce. Jeho Technické studie (1925) přinesly dva roky před vydáním známé školy Stutschewského zásadní převrat v dosavadní tradiční violoncellové technice.
K. P. Sádlo byl profesorem Pražské konzervatoře a Akademie múzických umění v Praze (později i děkanem její Hudební fakulty) a uměleckým ředitelem České filharmonie. Předsedal soutěžím Pražské jaro a zasedal i v porotách zahraničních interpretačních soutěží.